# Live: Sold Out!
Live: Sold Out! er den anden DVD af det dansk heavy metalband Volbeat. Udgivelsen indeholder liveoptagelser fra bandets forskellige koncerter samt en dokumentar om bandets historie. Den blev udgivet 22. februar 2008 via Mascot Records og nåede #1 på den danske hitliste for musik DVD'er. Live: Sold Out! fik blandede anmeldelser.

## Indhold
Den første DVD indeholder 18 sange, der er blevet optaget under otte forskellige koncerter. Sangene er blevet sat i rækkefølge efter stigende popularitet. Mens de første sange blev optaget på mindre klubber foran et par hundrede tilskuere, så blev de sidste sange optaget i store haller foran over tusinde tilskuere. Optagelserne blev gjort mellem festivalerne With Full Force og Summer Breeze Open Air. Seks sange blev tilgængelige som såkaldte "Mixclips" hvor optagelserne fra forskellige koncerter er klippet sammen. Udover liveoptagelserne indeholder den første DVD fem musikvideoer og et fotogalleri.
Den anden DVD indeholder to timers klip med bandet dets historie, hvor der fortælles om hvad der har påvirket dem musikalsk og hvad der karakteriserer de enkelte medlemmer. Desuden er der klip med fans og andre kunstnere i heavy metal-miljøet.

## Spor
| Disk 1 | Disk 2 |
| --- | --- |
| Livevideoer 1. ”Introduction” 2. ”The Human Collection” 3. ”Danny & Lucy (11 pm)” 4. ”Caroline # 1” 5. ”Radio Girl” 6. ”Mr & Mrs Ness” 7. ”Sad Man's Tongue” 8. ”A Moment Forever” 9. ”Rebel Monster” 10. ”Soulweeper #2” 11. ”Devil and the Blue Cat’s Song” 12. ”Soulweeper” 13. ”Pool of Booze, Booze, Booza” 14. ”Something Else or…” 15. ”Awlays, Wu” 16. ”Intro / Encore” 17. ”I Only Want to Be with You” 18. ”River Queen” 19. ”The Garden's Tale” 20. ”Outroduction” Musikvideoer 1. ”I Only Want to Be with You” 2. ”The Garden's Tale” 3. ”Soulweeper” 4. ”Radio Girl” 5. ”Sad Man's Tongue” Fotogalleri | Dokumentar 1. Introduction 2. Who is Volbeat? 3. Music favorites and influences 4. Songwriting 5. Famous in Denmark 6. On tour 7. The crew 8. The band and the crew performing on stage 9. Back to the 50’s 10. Favorite Volbeat songs 11. The life before Volbeat 12. Business people 13. True Volbeat fans 14. Dreams come true 15. After the tour 16. Back to Denmark 17. Grande finale at Store Vega 18. Outroduction |

## Modtagelse
DVD'en modtog blandede anmeldelser af fagpressen. Anmelderen David fra onlinemagasinet Metal.de kritiserede især de "hektiske klipninger af liveoptagelserne" som "fjernede enhver chance for at god og komplet koncertoplevelse – hvilket er tåbeligt med et liveband som Volbeat". Han roste dog mængden af materiale, der var tilgængeligt for få penge, og han endte med at give syv ud af ti mulige point. Tilsvarende skrev Michael Edele fra onlinemagasinet Laut.de, der roste baggrundsmaterialet på den anden DVD.
Heavymetal.dk skrev, at den indeholdt "en masse godt og en lille smule skidt". Ekstramaterialet blev fremhævet positivt, ligesom setlisten, der bestod af næsten lige dele numre fra de to første album, blev omtalt som "ganske positiv" og lyden var der "ikke en finger at sætte på". Heavymetal.dk gav ligeledes syv ud af ti point. Lars Löbner Jeppesen fra musikmagasinet GAFFA skrev at "Livedelen fungerer upåklageligt", men beskrev den anden DVD med dokumentaren som "langtrukken og kedelig". Jeppesen brød sig heller ikke om, at bandet talte engelsk, idet bandmedlemmer ifølge anmelderen havde "et knapt så omfattende engelsk-ordforråd". Han gav tre ud af seks stjerner.